# ミネルウァ
ミネルウァ（ラテン語: Minerva）は、音楽・詩・医学・知恵・商業・製織・工芸・魔術を司るローマ神話の女神。
なお、項目名の表記は古典ラテン語などの音写に基づくが、俗ラテン語などに基づくミネルヴァという読みでも知られる。英語読みはミナーヴァ。
芸術作品などでは、彼女の聖なる動物であり知恵の象徴でもあるフクロウと共に描かれることが多い。神話上では、フルートの発明者とされる。ギリシア神話のアテーナーと同一視され、戦争の女神ともなっている。

## ローマでの信仰
ミネルウァは、ユーピテル、ユーノーと共にローマのカピトリーノ三柱神とされた。
ミネルウァには女神としての側面がいくつかあり、"Minerva Medica"（ミネルウァ・メディカ）とされた場合、彼女は医師と医療を司る女神であった。"Minerva Achaea"（ミネルウァ・アカイア）とされた場合、彼女の聖堂（ディオメーデースのものとされる奉納品と武器が保存されている）があるプッリャ州ルチェーラで信奉された存在である。

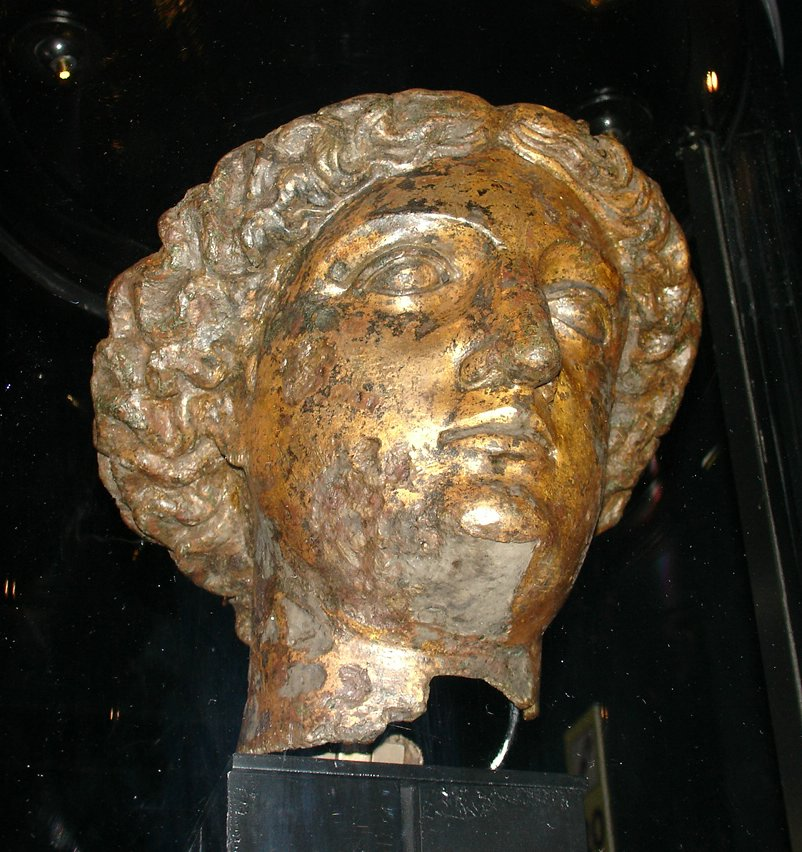
バースのローマ浴場跡で見つかった"スリス-ミネルウァ"の頭像

『祭暦』の三巻においてオウィディウスは彼女を、"goddess of a thousand works."（千の仕事の女神）と呼んだ。ミネルウァはイタリア全土で信奉されていたが、唯一ローマにおいてはアテーナーの好戦的性格が共有され、戦いを司るようになった。また、ミネルウァ信仰はブリタンニアにも持ち込まれ、知恵を司る土着の女神スリスと同一化されるなどした。
ローマ人は3月19日から23日の彼女の祭典の内、（中性の複数形で）"Quinquatria"と呼ばれる19日を祝い、職人の祝日とした。また、その縮小版である" the Minusculae Quinquatria"は、6月13日に宗教上大きな役割を果たすアウロス奏者によって行われた。紀元前207年、アウェンティーヌスにある彼女の寺院への奉納品を作るため、詩人と役者のギルドが作られた（ルキウス・リウィウス・アンドロニクスも参加していた）。

## 現代での使用

### 大学及び教育施設
知恵を司る女神としての側面から、ミネルウァは教育機関などで紋章に取り入れられたりしている。
- デルタ・シグマ・シータ（英語版） - 知識の象徴として使用されている。
- カリフォルニア大学バークレー校 - 中央図書館の正面入り口に、銅製の胸像が飾られている。
- ポルト大学 - ミネルウァがシンボルとなっている。
- ローマ・ラ・サピエンツァ大学 - 校内の中心に像が建てられている。
- コロンビア大学 - アルマ・マータとして、法律記念図書館（Low Memorial Library）前に展示されている。
- ウィーン大学 - メイン棟の玄関上部に"The Birth of Minerva"（ミネルウァの誕生）と題された彫刻作品がある[7]。
- 米陸軍士官学校 - 図書館に像が飾られている。
- ブルガリア、ルセ - 外国語学校の学校名としてミネルウァが使用されている。
- ステレンボッシュ大学（南アフリカ、ステレンボッシュ） - 女子生徒寮の名前としてミネルウァが使用されている。
- ノースカロライナ大学グリーンズボロ校（英語版）（ノースカロライナ州グリーンズボロ） - Elliot University Center（エリオット大学センター）の東に像が飾られている。公式紋章にも使用。
- ニューヨーク州立大学ポツダム校（英語版） - ミネルウァ像と、彼女の名を冠した喫茶店がある。

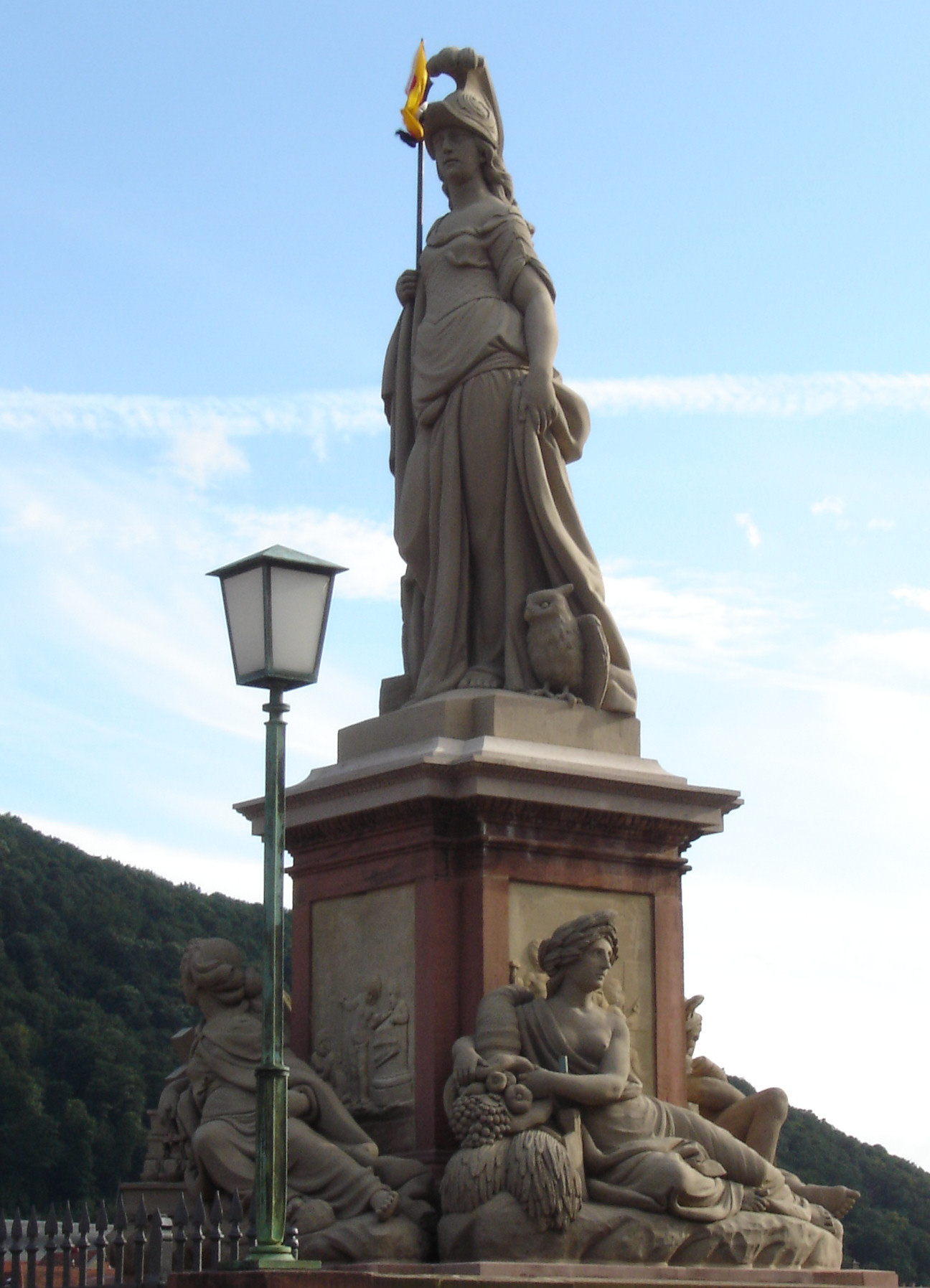
ハイデルベルクのAlte Brückeにあるミネルウァ像

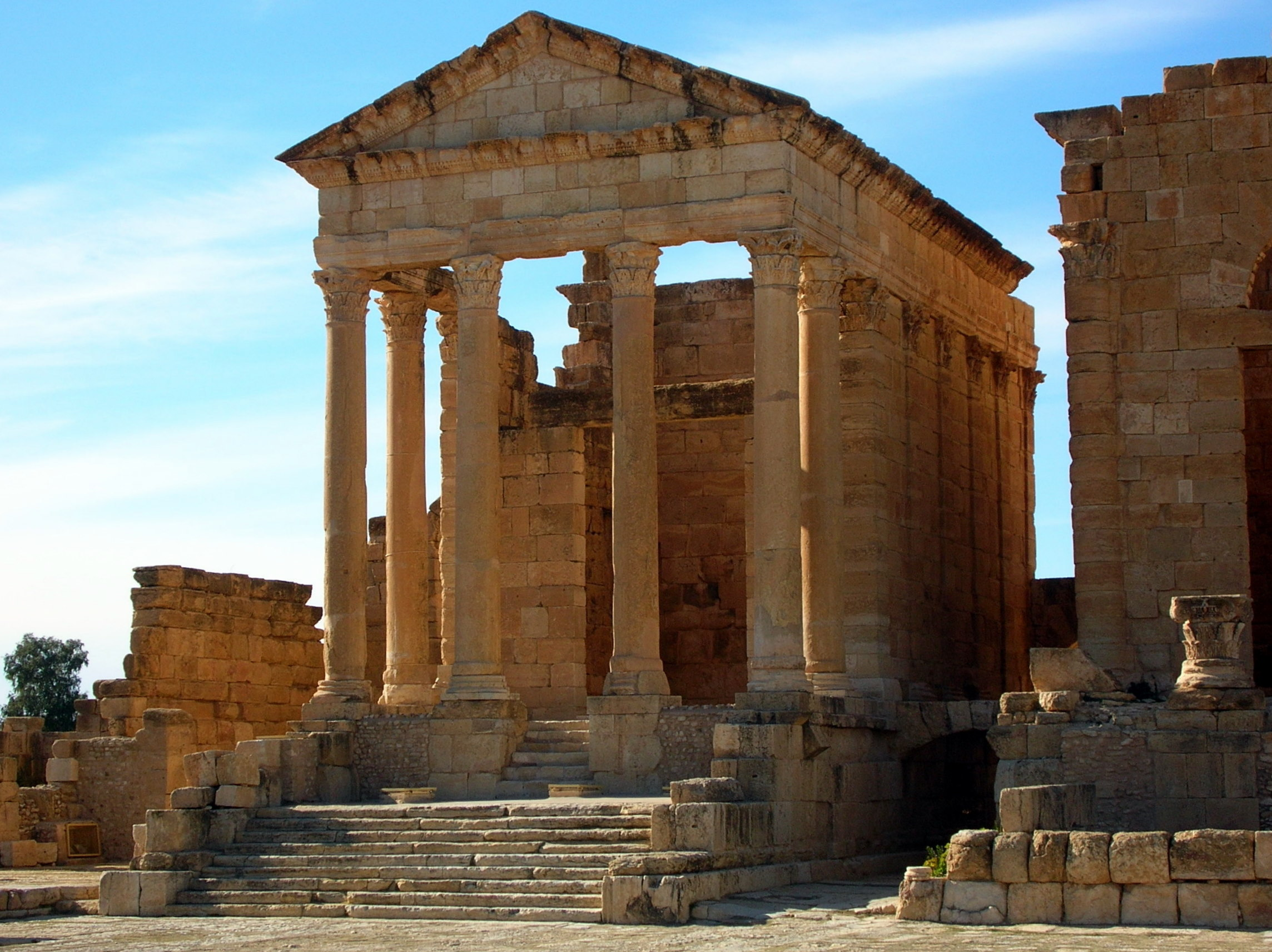
チュニジアのミネルウァ神殿

- ルイビル大学（ルイビル）- 公式紋章に使用。
- リンカン大学（英語版）（リンカン） - ミネルウァの頭をロゴマークに使用している。また、リンカンのラグビーチームはミネルウァの騎士とされる。
- ニューヨーク州立大学オールバニ校 - ロゴマークに使用されている。「知恵を司るローマの女神ミネルウァは、組織の永遠のシンボルであり続ける。」とされている[8]。
- アラバマ大学 - 紋章に使用。
- バージニア大学 - 紋章に使用。
- ユニオン大学（スケネクタディ） - 同校の「第三の場所」プログラムの名称が「ミネルウァハウスシステム」とされている。また、シータ・デルタ・カイ（英語版）の女神ともされている。
- リオデジャネイロ連邦大学 - 紋章に使用。
- サンパウロ大学 - ポリテクニック大学院の紋章に使用。
- ヘント大学（ヘント） - 紋章に使用。
- アメリカ芸術科学アカデミー - 学長の紋章に使用。
- ボストン公共図書館 - 玄関の要石の"Free to all"という文字の下に描かれている。
- 学校法人ミネルヴァ学園 - 園章に使用。並木幼稚園等。
- リバプール・ホープ大学（英語版）（リバプール） - 毎年政治学の最優秀生徒に贈られる賞の名称に使用されている。これは、ミネルウァが知恵を司る女神であるとともに、市行政の中枢であるリバプール市役所にミネルウァ像が置かれていることに由来する。
- シグマ・アルファ・イプシロン（英語版） - 会の女神とされている。メンバーたちは、栄誉あるミネルウァの息子達として知られる。
- バース・スパ大学（英語版） - 遠隔学習システムの名称に使用されている。
- オクラホマ科学芸術大学（英語版） - 紋章に使用されている。
- ウェルズ・カレッジ（英語版）（ニューヨーク） - メイン棟玄関に像が置かれてる。毎春、生涯の叡智と幸運を願って卒業生が像の足に口付をする伝統がある。
- リオデジャネイロ連邦大学 - 大学のマスコットとなっている。
- マックロバートソン女子高等学校（英語版）（メルボルン） - ロゴマークに使用。
- ケルビンサイド大学（英語版）（グラスゴー） - ロゴマークに使用。
- ディッキンソン大学（カーライル） - 学生友愛会（Union Philosophical Society）のマスコットとなっている。
- イェール大学 - 建築大学院（英語版）の4階に像が置かれている。
- ベルゲン博物館（英語版）（ベルゲン） - 頭像が展示されている。
- マギル大学 - ウェブインターフェースの名称に使用。
- ニューヨーク州立大学ジェネセオ校 - 図書館ロビーに像が飾られている。

### 政府・協会など

カリフォルニア州の紋章

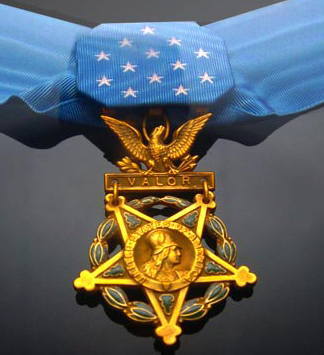
名誉勲章

- デザイナー公認協会 - ミネルウァの頭は、1930年の設立時からロゴに使用されており、それ以来度々著名なグラフィックデザイナーによって改訂されている。現在のものは、1983年に作られた。
- カリフォルニア州 - 州章にミネルウァが描かれている。
- グアテマラ - 大統領のマヌエル・ホセ・エストラーダ・カブレーラがミネルウァ信仰を国内に流行させようとした。そのため、ギリシア建築式の「聖堂」が国内各所にある。
- マックス・プランク研究所 - ロゴマークに使用。
- ウォルター・リード米軍医療センター（英語版）（ワシントンD.C.） - 紋章にミネルウァの兜があしらわれている。
- 名誉勲章 - ミネルウァがあしらわれている。
- アメリカ議会図書館 - ミネルウァのモザイク画がある。
- ファンクラブMinerva - 日本女子プロ将棋協会 (LPSA) の公式ファンクラブ

### 公共施設
- チェスター - ミネルウァ神殿（英語版）が存在している。
- バンガロール - 最も交通量の多い環状交差点の名がミネルウァ交差点である。この名前は、かつてその場所に存在した映画館の名からとられている。
- グアダラハラ - ロペス・マテオス、ロペス・コティーヤ、アグスティン・ヤネス（英語版）、コルテス湾通りの交差点のロータリーに「正義、叡智、そして力がこの高潔な都市を守護している。」という文句の彫られた台座に立つミネルウァ像が置かれている。
- ミネアポリス - ミネアポリス中央図書館に像が飾られている。
- パヴィーア - 駅の近くに像が飾られており、市のランドマークとなっている。
- グラスゴー - ミッチェル図書館ドーム上に像が飾られている。
- ブルックリン区 - 区内の最高地点に7フィートのミネルウァ像が飾られている。
- ポートランド - 記念広場に銅像が横たわっている。

### 非日本語文献
- Origins of English History 第十章（Chapter Ten）を参照
- Romans in Britain - Roman religion and beliefs "The Roman Gods"（ローマの神々）を参照
- 本記事は、パブリック・ドメインである「Dictionary of Greek and Roman Biography and Mythology」ウィリアム・スミス著 (1870) を基にしている。（1090頁を参照）